# João Atalarico

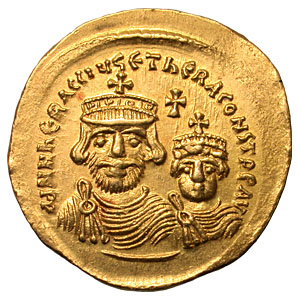
Soldo do imperador Heráclio r. e seu filho Heraclonas

João Atalarico (em grego: Ἰωάννης Ἀθαλάριχος; romaniz.: Ioánnes Athalárichos; em armênio: Աթալարիկ; romaniz.: At'alarik) foi um filho ilegítimo do imperador bizantino Heráclio (r. 610–641). Em 637, alegou-se que fez parte de uma conspiração para derrubar Heráclio e tomar o trono.

## Biografia
Ele aparece pela primeira vez em 622, quando foi enviado, junto com o Estêvão, o sobrinho de Heráclio, e João, o filho ilegítimo do patrício Bono, como refém aos ávaros para cimentar um acordo de paz. Em 635 ou 637, alguns armênios, muito influentes em Constantinopla, sentiram que os interesses deles melhorariam sob um novo imperador. O candidato para substituir Heráclio era Atalarico. Também estavam envolvidos o curopalata Basterotes II Bagratúnio, filho de Simbácio IV; Davi Sarones, primo de Atalarico; Vaanes Corcorúnio; e o sobrinho de Heráclio, o mestre Teodoro. Basterotes II empurrou-o para um golpe de Estado, em que o imperador seria forçado ao exílio.
O esquema nunca foi executado, pois um informante entre os conspiradores disse que Atalarico planejava um golpe. Uma vez confirmando a história, Heráclio ordenou a prisão de todos os envolvidos. Seus conselheiros recomendaram que os conspiradores deveriam ser executados, mas Heráclio, como citado por Sebeos, disse: "Já que tu fizeste o que tu fizeste em relação a mim e não quer mergulhar sua mão em meu sangue e o sangue de meus filhos, não vou abranger a ti e teus filhos. Vá onde eu ordeno, e terei misericórdia de vós."
Enquanto poupou sua vida, Heráclio ordenou a amputação das mãos e nariz de cada conspirador. Além de ser mutilado, Atalarico foi exilado para Príncipo, uma das ilhas Príncipes. Teodoro recebeu o mesmo tratamento, mas foi enviado a Gaudomelete (talvez a moderna Gozo) com instruções adicionais para cortarem uma perna.